# Winter-Paralympics 2022/Teilnehmer (Frankreich)
| stlisierte Goldmedaille | stlisierte Silbermedaille | stlisierte Bronzemedaille |
| ----------------------- | ------------------------- | ------------------------- |
| 7                       | 3                         | 2                         |

Frankreich nahm an den Winter-Paralympics 2022 in Peking vom 4. bis 13. März 2022 teil.